# Димопулос, Савас
Са́вас (Са́ввас) Димо́пулос (греч. Σάββας Δημόπουλος, англ. Savas Dimopoulos; род. 1952, Стамбул, Турция) — греческий и американский учёный в области физики элементарных частиц, профессор физического факультета Стэнфордского университета, бывший сотрудник Европейской организации по ядерным исследованиям (1994—1997). Димопулос хорошо известен своими работами по построению теорий за пределами Стандартной модели, поиск и тестирование которых в настоящее время ведётся на ускорителях заряженных частиц, таких как, например, Большой адронный коллайдер, и в экспериментах по всему миру. В 1981 году совместно с Говардом Джорджи предложил первый вариант минимальной суперсимметричной Стандартной модели (MSSM), а в 1998 году совместно с Нимой Аркани-Хамедом и Джорджи Двали — модель с большими дополнительными измерениями (LED), известную как модель Аркани-Хамеда-Димопулоса-Двали (ADD-модель). За свои достижения в области теоретической физики элементарных частиц был награждён Премией Сакураи (2006). Также занимается изучением бариогенезиса в теориях Великого объединения и является автором ранних работ над моделями техниколора. Имеет h-индекс равный 73 и был процитирован более 37 900 раз.

## Биография

### Ранние годы и образование
Родился в 1952 году в Стамбуле (Турция) в греческой семье. В возрасте двенадцати лет вместе с семьёй переехал в Афины (Греция), причиной чему стали гонения на греков Турции со стороны турок в ходе начавшихся сентябрьских событий 1955 года (стамбульский погром) и последовавший подъём турецкого национализма.
Окончил Хьюстонский университет.
В 1978 году окончил Чикагский университет со степенью доктора философии. Докторскую диссертацию подготовил под руководством будущего лауреата Нобелевской премии по физике Йоитиро Намбу.

### Карьера
В 1978—1979 годах — постдокторантура в Колумбийском университете.
С 1979 года последовательно занимал должности ассистент-профессора, ассоциированного профессора и профессора (по настоящее время) в Стэнфордском университете.
В 1981 году — приглашённый профессор в Институте теоретической физики (сегодня Институт теоретической физики имени Кавли) при Калифорнийском университете в Санта-Барбаре.
В 1981—1983 годах — ассоциированный профессор в Гарвардском университете. В этот же период работал в Мичиганском университете.
В 1989 году — приглашённый профессор в Бостонском университете.
В 1994—1997 годах — штатный сотрудник Европейской организации по ядерным исследованиям (Женева, Швейцария).
В 2013 году, совместно с другими всемирно известными учёными (в том числе Нимой Аркани-Хамедом и Фабиолой Джанотти), принял участие в создании документального фильма «Страсти по частицам» (англ. Particle Fever) о работе на Большом адронном коллайдере.
Имеет более 120 публикаций в рецензируемых научных журналах.

## Членство в организациях
- С 2006 года — Член Американской академии искусств и наук
- Фелло Фонда Альфреда Слоуна.
- Фелло Японского общества содействия развитию науки[1][7].

## Награды и премии
- С 2007 года — Профессор физики Школы гуманитарных и естественных наук Стэнфордского университета (должность финансируется семьёй Марти и Дэвида Хамамото)[8][9].
- 2006 — Премия Сакураи в области теоретической физики элементарных частиц «за творческие идеи в области динамического нарушения симметрии, суперсимметрии, а также дополнительных пространственных измерений, очертившие направления теоретических исследований тераэлектронвольтной физики высоких энергий, которые, в свою очередь, инспирировали широкий круг экспериментов»[10].
- 2006 — Премия Катерины Томассони и Феличе Пьетро Кизези (из серии Премий Томассони по физике) от Римского университета Ла Сапиенца (Италия), став лауреатом которой Димопулос получил высокую оценку как «одна из ведущих фигур в теоретической физике элементарных частиц»[11].
- Награда выдающегося выпускника от Хьюстонского университета[1][7].